# Кампос, Даниэль
Даниэль «Облако» Кампос (англ. Daniel «Cloud» Campos; род. 6 мая 1983) — танцор, хореограф, актер и постановщик.

## Ранние годы
Даниель родился 6 мая 1983 года в городе Эйдел, штат Джорджия. Вырос в Калифорнии, в Сан-Диего. В 12 переехал во Флориду, где организовал команду B-BOY CONNECTION. Был членом акробатической команды «Al Fuentes». В 15 лет выиграл своё первое соревнование Blaze battle. В это же время впервые снялся в рекламе для линии одежды Avirex, начал работать с несколькими компаниями, такими как «G-force stunt team», «High Voltage stunt team» и «Rennie Harris Pure Movement».
Известен своей работой с Мадонной. Работал также с такими исполнителями как Шакира, Мэрайя Кэри, Паулина Рубио, Дженнифер Лопез, Крис Браун. Среди его киноработ — «Шаг вперед», музыкальный телесериал «Слава» с Дебби Аллен в главной роли, фильм «Болден!», фильм «Маппеты». Кампос принял участие в создании нескольких рекламных роликов для масштабных национальных кампаний. Является членом танцевальной команды «Skills Methodz». Финалист Red Bull BC One 2009. Стал режиссёром и помощником режиссёра нескольких короткометражных фильмов, среди которых — «Небеса подождут»/Heaven Awaits (получил на кинофестивале Filmerica Challenge в 2005 году несколько наград — «Лучший фильм», «Лучший монтаж», «Лучшее звуковое оформление», «Лучший фильм ужасов», а также гран-при фестиваля). Для Даниэля шоу «Michael Jackson THE IMMORTAL World Tour» — первый опыт сотрудничества с Cirque du Soleil.

## Личная жизнь
Бывшая супруга Тамара Левинсон (род. 1976) в разводе с 2013 года.

## Фильмография
| Год       | Название на русском              | Название на английском                       | Роль          | Примечания                                                                   |
| --------- | -------------------------------- | -------------------------------------------- | ------------- | ---------------------------------------------------------------------------- |
| 2005      |                                  | Heaven Awaits                                | Killer        | Короткометражка. Актер, режиссёр, сценарист, монтажер, оператор, композитор. |
| 2010-2011 | Легион экстраординарных танцоров | The LXD: The Legion of Extraordinary Dancers | Illiste       |                                                                              |
| 2010      | Шаг вперед 3D                    | Step Up 3D                                   | «Дитя тьмы»   |                                                                              |
| 2011-2012 |                                  | KARtv                                        | Choreographer |                                                                              |
| 2011      |                                  | Like Mike                                    |               | Короткометражка. Актер, сценарист, монтажер.                                 |
| 2011      |                                  | The Music Box                                |               | Короткометражка. Актер, режиссёр, сценарист, монтажер, продюсер.             |
| 2012      |                                  | October 31                                   | Ian           | Короткометражка                                                              |
| 2012      | Боб Дилан: Свисток Даквесна      | Bob Dylan: Duquesne Whistle                  | Guy           | Короткометражка                                                              |
| 2012      |                                  | Today’s the Day                              | Cloud Walker  | Короткометражка. Актер, режиссёр, сценарист, монтажер, композитор.           |
| 2010      |                                  | The Ho Down                                  |               | Короткометражка. Режиссёр, сценарист, оператор, монтажер.                    |